# ملكوت السماء (فلم)
مملكة السماء (بالإنجليزية: Kingdom of Heaven) فيلم أمريكي أنتج عام 2005 من إنتاج وإخراج ريدلي سكوت. كتب النص السينمائي وليام موناهان. وهو من بطولة أورلاندو بلوم وإيفا غرين وغسان مسعود. صُوِّر جزء طويل من الفيلم بمدينة وارزازات بالمغرب.

## أحداث الفيلم
تدور أحداث الفيلم استنادا للنص أثناء الحروب الصليبية المسيحية خلال القرن الثاني عشر الميلادي. وهي قصة حداد باليان من قرية فرنسية يرحل إلى القدس للمشاركة في المعارك التي دارت بين المسيحيين والمسلمين في محاولات استرداد المسلمين للمدينة بقيادة صلاح الدين الأيوبي في حروبه لاسترجاع المدينة التي احتلها الصليبيون.

## البطولة
- أورلاندو بلوم في دور باليان.
- إيفا جرين في دور سيبيلا.
- جيرمي أيرونز في دور تبريس.
- دافيد ثوليس في دور الإسبتاري.
- برندان غليسون في دور رينو دي شاتيون.
- مارتون كسوكس في دور غي دي لوزينيان.
- مايكل شين في دور الكاهن.
- ليام نيسون في دور غودفري.

كما شارك في التمثيل أيضًا الممثل السوري غسان مسعود في دور صلاح الدين والممثل المصري خالد النبوي في دور الملا.

## وصلات خارجية
- مقالات تستعمل روابط فنية بلا صلة مع ويكي بيانات

1. ↑  "KINGDOM OF HEAVEN (15)". المجلس البريطاني لتصنيف الأفلام. 20 أبريل 2005. مؤرشف من الأصل في 2015-07-04. اطلع عليه بتاريخ 2013-04-28.